# Afrodisiac (singolo Brandy)
Afrodisiac è un singolo della cantante statunitense Brandy, pubblicato nel 2004 ed estratto dall'album omonimo.

## Video
Il videoclip della canzone è stato diretto da Matthew Rolston e girato a Los Angeles.

## Tracce
CD (Maxi Singolo)
1. Afrodisiac (album version)
2. Sirens
3. Talk About Our Love (TKC edit w/ Rap)
4. Afrodisiac (video)